# آرام قازاریان
آرام قازاریان (ارمنی: Արամ Ղազարյան؛ انگلیسی: Aram Ghazaryan زادهٔ ۱۰ مارس ۱۹۷۲) یک فرد نظامی، و سیاستمدار اهل ارمنستان است که از تاریخ ۲۰۲۴ تا تاریخ ۲۰۲۵ سمت استانداری لوری را برعهده داشت.

## زندگی‌نامه
در ۱۰ مارس ۱۹۷۲ در روستای تساقکاوان به دنیا آمد 

## یادداشت
1. ↑  police chief and deputy interior minister